# تاریخ تلویزیون

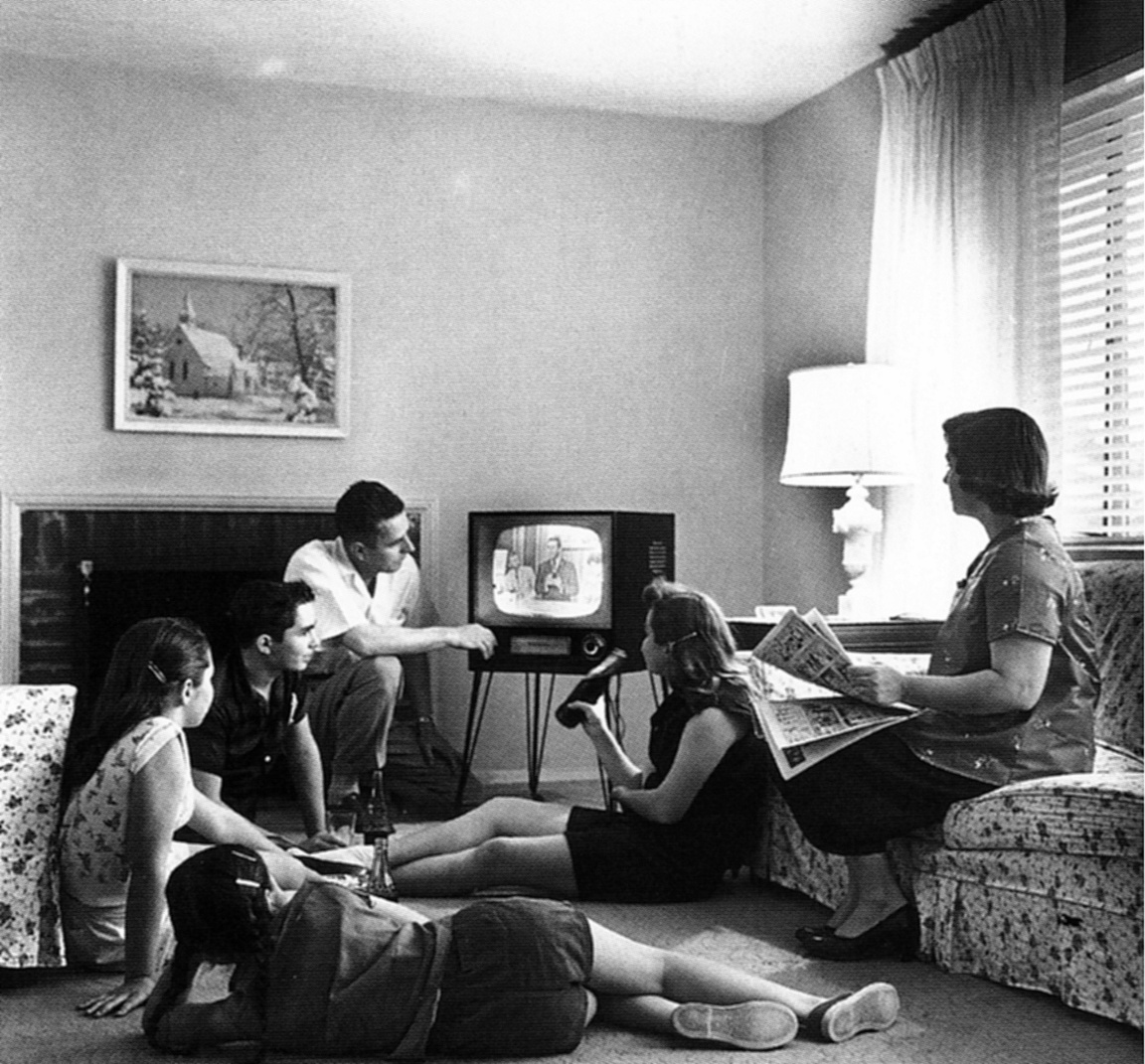
خانواده در حال تماشای تلویزیون،سال 1958

تاریخچهٔ فناوری تلویزیون می‌تواند به دو بخش تقسیم شود: پیشرفت‌هایی که به اصول و قواعد الکترونیکی و مکانیکی وابسته هستند؛ و دیگر پیشرفت‌هایی که صرفاً وابسته به اصول الکترونیکی هستند. در دومین مورد، که در تمامی تلویزیون‌های مدرن به‌کار رفته شده، نیز نمی‌توان دیدگاه‌های مربوط به سیستم‌های مکانیکی و اختراعات آن را نادیده گرفت.
کلمهٔ تلویزیون یک لغت ترکیبی است که از زبان‌های لاتین و یونانی برگرفته شده‌است.
لغت "tele" در زبان یونانی به‌معنی «دور» و کلمهٔ "vision" در لاتین به‌معنای «دید» است. این لغت اغلب به‌طور مختصر به‌شکل "TV" نوشته می‌شود.

## انواع تلویزیون

### تلویزیون مکانیکی
نهاد (ماهیت) اصلی سیستم تلویزیونی کنونی، از کشف قابلیت فوتورسانندگی سلنیوم به وسیله «ویلوجی بای اسمیت» در سال ۱۸۷۳ و اختراع یک دیسک اسکن به وسیله پاول گاتلیب نیپکو در سال ۱۸۸۴ میلادی شکل گرفت.
نیپکو یک دانش آموز آلمانی در سال ۱۸۸۴ نخستین سیستم تلویزیونی الکترومکانیکی را اختراع کرد. طرح چهارچوب شکل نیپکو، به عنوان نخستین تلویزیون مطرح شد. «کنستانتین پرسکی» لغت تلویزیون را در مقاله‌ای در «کنگره بین‌المللی الکتریسته» در نمایشگاه بین‌المللی جهان در پاریس در ۲۵ اوت ۱۹۰۰ مطرح کرد. مقاله پرسکی فناوری‌های موجود در بخش الکترومکانیکی را مورد بررسی قرار داد.
استفاده از نور سلنیوم و دیسک اسکن نیپکو، نخستین استفاده عملی از ترکیب تصاویر و عکس‌ها است که کمک کرد تا در نخستین دهه‌ی سده‌ی ۲۰ تصاویر ترام دار به وسیله کپی‌برداری از خطوط تلفن و تلگراف به عنوان یکی از خدمات مطبوعاتی پخش شود.
با این وجود این یافته‌ها در زمینه فناوری لامپ تقویت صوتی تا سال ۱۹۰۷ عملی نشد. نخستین نمایش از پخش آنی تصاویر دو صوتی (dv,tone) به وسیلهٔ «جورجزدیگنوکس» و «ای فورینر» با استفاده از یک غلتک چرخان به عنوان اسکنر و یک ماتریکس با لامپ‌های سلنیوم ۶۴ به عنوان ریسیور در سال ۱۹۰۹ در پاریس صورت گرفت. در سال ۱۹۱۱ میلادی «بوریس رونسیگ» و دانشجویش «ولادمیر کوسها وریکین» با استفاده از یک اسکنر مکانیکی غلتکی شکل، یک سیستم تلویزیونی را ایجاد کرد که به عقیده خود وریکین، تصاویر بسیار ساده را از طریق سیم‌ها به بخش‌های الکترونیکی ریسیور منتقل می‌کرد؛ ولی تا این سیستم جابجایی تصاویر امکان‌پذیر نبود؛ چرا که حساسیت اسکنر کافی نبوده و لامپ سلنیوم بسیار عایق بندی بود.
در ۲۵ مارس ۱۹۲۵ یک مخترع اسکاتلندی با نام جان لوگی برد در فروشگاه زنجیره‌ای سلفریجز در لندن تصاویری متحرک به صورت سایه نما در تلویزیون را به نمایش گذارد. اما در صورتی که تلویزیون به معنای پخش تصاویر زنده، متحرک و تدام دار و نه تصاویر سایه نما و دو صوتی تعریف شود، بگیرد نخستین بار به این فناوری در دوم اکتبر ۱۹۲۵ دست یافت. وی سپس نخستین نمایش عمومی از یک سیستم تلویزیونی فعال را به اعضای مؤسسه سلطنتی و یک گزارشگر روزنامه در ۲۶ ژانویه ۱۹۲۶ در آزمایشگاه خود در لندن ارائه کرد. برخلاف سیستم‌های الکترونیکی با چندین هزار خطوط قابل تجزیه، در مورد قبل، تصاویر اسکن شده به‌طور عمودی با استفاده از یک دیسک اسکنر با لنزهای دوتایی مارپیچی، شکل اختراعی جان لاجی برد تنها ۳۰ خط قابل تجزیه برای ایجاد یک تصویر قابل درک از چهره انسان داشت.
جان لوگی برد در سال ۱۹۲۷ سیگنالی را برای خطوط تلفن در فاصله ۴۳۸ مایلی بین شهرهای لندن و گلاسگو فرستاد. در سال ۱۹۲۸ شرکت توسعه سینما و تلویزیون بِرد نخستین سیگنال تلویزیونی بین اروپا و آمریکا را بین لندن و نیویورک پخش کرد. وی همچنین یک تلویزیون با رنگ الکترود مکانیکی، مادون قرمز و سه بعدی را با استفاده از لنزها، دیسک‌ها و فیلترهای اضافی به نمایش گذارد و همچنین در کنار این تلویزیون یک سیستم ضبط ویدئویی را در سال ۱۹۲۷ ارائه کرد؛ که هنوز هم وجود دارد. وی در سال ۱۹۲۹ در نخستین «دفتر خدمات تجربی تلویزیون‌های الکترو مکانیکی» در آلمان حضور یافت و در سال ۱۹۳۱ نخستین برنامه پخش زنده «اسپوم در بای» را ساخت.
در سال ۱۹۳۲ دی تلویزیون با امواج مافوق کوتاه را ابداع کرد. سیستم الکترو مکانیکی بِرد در سال ۱۹۳۶ به بیشترین حد خود شامل ۲۴۰ خط در شبکه تلویزیونی BBC رسید؛ و سپس «مارکونی رامی» سیستم تلویزیونی با ۴۰۵ خط تجزیه الکترونیکی را ابداع کرد.
«چارلز فرانسیس جنکنیز» در ۱۳ ژوئن ۱۹۲۵ توانست در آمریکا با استفاده از یک اسکنر با دیسک لنزی شامل ۴۰۸ خط تجریه برای هر تصویر، در هر ثانیه ۱۶ تصویر از آسیاب بادی عروسکی را از یک ایستگاه رادیویی و ردیابی به آزمایشگاه خود در واشینگتن منتقل کند.
آزمایشگاه‌های تلفنی بل در می۱۹۲۵ تصاویر ترام دار از اسلایدها را تولید کرد.
با این وجود دراماتیک‌ترین نمایش تلویزیونی در هفت آوریل ۱۹۲۷ به وسیله «هربرت ای آیوس» ارائه شد. وی با استفاده از تصاویر در مقیاس کوچک (۵/۲ × ۱۲ اینچ) و در مقیاس بزرگ (۳۰ × ۲۴ اینچ) در مسیری بین واشینگتن و نیویورک و از ویپانی تا نیوجرسی، سیستم‌های تلویزیونی را آزمایش کرد. اشیاء به وسیله نوریک اسکنر حاوی یک دیسک با ظرفیت ۵۰ روشن می‌شدند که این دستگاه در هر ثانیه ۱۶ عکس برمی‌داشت.

### تلویزیون الکترونیکی
در سال ۱۹۱۱ یک مهندس با نام «آلن ارشیبا لد کمپل سوئینتون» در خصوص جزئیات چگونگی شکل‌گیری یک تصویر الکترونیکی دور با استفاده از لامپ‌های اشعه کاتود مقاله‌ای در لندن ارائه کرد. این مقاله که بعدها در مقاله‌ای در سال ۱۹۰۸ در نشریه نیچر منتشر شد، نخستین مقاله توصیف سیستم‌های تلویزیون‌های الکترونیکی است که اکنون هم مورد استفاده قرار می‌گیرد. سایر سیستم‌ها با استفاده از لامپ اشعه کاتد به عنوان گیرنده مورد آزمایش قرار گرفتند؛ ولی ارائه مفهوم استفاده از آن‌ها به عنوان یک فرستنده بسیار طولانی است و در این متن نمی‌گنجد. در اواخر دهه ۲۰ زمانی که هنوز تازه تلویزیون‌های الکترومکانیکی معرفی شده بودند، فیلو فارنس و و لادمیروری گین همچنان به‌طور جداگانه بر روی گونه‌های مختلف لامپ‌های فرستنده الکتریکی کار می‌کردند. تلویزیونی که بر پایه انتشار الکترون با تجمع الکترون‌های ثانویه در طول دوره اسکن کار می‌کنند نخستین بار به وسیله یک مخترع مجاری به عنوان «کالمان یتهانیی» در سال ۱۹۲۶ ارائه شد؛ که بعدها در سال ۱۹۲۸ اصلاحاتی نیز روی آن صورت گرفت.
در ۷ سپتامبر ۱۹۲۷ فیلو فارنس با دوربین خود نخستین عکس را در آزمایشگاه خود در خیابان گرین شماره ۲۰۲ برداشت که این عکس خط مستقیم ساده‌ای بود.
در سال ۱۹۲۸ فارنس سیستمی را راه اندازی کرد که برای ارائه یک فیلم متحرک برای تلویزیون و مطبوعات کافی بود. در سال ۱۹۲۹ این سیستم به وسیله حذف یک موتور ژنراتور اصلاح شد به گونه‌ای که این سیستم تلویزیونی اکنون هیچ بخش مکانیکی متحرکی ندارد. در آن سال فیلو فارنس نخستین تصاویر زنده از انسان از جمله یک تصویر (۵/۰/۱۳) اینچی از همسرش با چشم‌های بسته را پخش کرد.
فیلو فارنس نمایش عمومی را از یک سیستم تلویزیونی تمام الکترونیکی برای نخستین بار، در جهان، در ۲۵ اوت ۱۹۳۴ در مؤسسه فرانکلین در فیلادلفیا ارائه کرد. سایر مخترعین پیش از آن اجزای چنین سیستمی را ارائه کرد؛ یا سیستم الکترونیکی را با استفاده از تصاویر یا فیلم‌های متحرک نشان داده بودند؛ ولی فیلو فارنس نخستین فردی بود که هم‌زمان از دوربین‌های الکترونیکی و گیرنده‌های تلویزیونی الکترونیکی بهره جست و از آن‌ها تصاویر زنده متحرک و ترام دار ساخت؛ ولی متأسفانه دوربین‌های وی به نور بسیار زیادی نیاز داشتند؛ و این باعث توقف در کار می‌شد. «ولادمیر وریکین» نیز برای ایجاد تصاویر، اشعه کاتود را مورد بررسی قرار داد در سال ۱۹۳۱ وی و گروه پژوهشیش در آزمایشگاه RCA نخستین دوربین الکترونیکی را با موقعیت ساختند.
فیلو فارنس معتقد بود این اختراع، به اختراع دستگاه تجزیه تصویر وی در سال ۱۹۲۷ بسیار شبیه‌است؛ و این قضیه به دادگاه کشیده شود و حق به فیلو فارنس داده شد.
در نوامبر ۱۹۳۹ پس از پایان جلسات دادگاه، گروه RCA به فیلو فارنس چکی به مبلغ یک میلیون دلار معادل (۸/۱۳ میلیون دلار در سال ۲۰۰۶) دادند. تاپدال وسیله به اختراعات وی مجوز داده باشند.
در انگلیس «ایساک لوئینرک» از نظر «وری کین» برای ساخت دوربین‌های امیترون استفاده کردند؛ که اکنون در دوربین‌های مورد استفاده در شبکه BBC، بکار گرفته می‌شود بدین وسیله در دوم نوامبر ۱۹۳۶ یک سروین متشکل از ۴۰۵ خط از استودیوها در «الکساندراپلس» راه اندازی شد و از یک دکل مخصوص بر بالای یکی از برج‌های ویکتوریا برای مدت کوتاهی پخش شد. این سیستم، مشابه سیستم مکانیکی بِرد ولی بسیار معتبرتر و واضح تر از آن بود. بدین ترتیب نخستین سرویس پخش برنامه منظم در جهان راه اندازی شد که این دکل هنوز هم مورد استفاده قرار می‌گیرد.

### تلویزیون رنگی
اکثر پژوهشگران خدمات تلویزیونی، به وسیله ارائه نخستین سیستم تلویزیونی رنگی مکانیکی در سال ۱۸۸۹ در روسیه به اهمیت رنگ در این سیستم پی بردند. جان لوگی بِرد نخستین سیستم پخش رنگی برنامه‌های تلویزیون را با استفاده از دیسک‌های اسکن، در ۳ ژوئیه ۱۹۲۸ ارائه کرد. این دیسک‌های گیرنده و فرستنده به رسید پیچ‌های spiral سه دانه‌ای قطع می‌شوند که هر یک فیلتر و رنگ اولیه خاص خود را داشت. این سیستم شامل سه منبع نور در انتهای گیرنده و یک تغییر دهنده جریان برای تغییر نور دهی در آن‌ها بود. در سال ۱۹۳۸ فناوری پوشش سایه (shadow mask) برای تلویزیون‌های رنگی به وسیله در «ورنر فلچسیگ» در آلمان اختراع شد. تلویزیون رنگی در سال ۱۹۳۹ «در نمایشگاه بین‌المللی رادیوئی» در برلین به نمایش گذارده شد در ۱۶ اوت ۱۹۴۴ بِرد یک نمایش تلویزیونی تمام رنگی الکترونیکی را در معرض نمایش گذارد که در این سیستم با ۶۰۰ خط رنگی بافت سه تائی با استفاده از شش اشکن برای ساخت هر تصویر بکار گرفته شده بود.

### تلویزیون شهری یا تلویزیون‌های غول پیکر
تلویزیون شهری به تابلوهای غول پیکر و بزرگی گفته می‌شود که در کنار میدان‌ها و چهار راه‌های شلوغ شهر نصب می‌شود. این نوع تلویزیون‌ها در ادامه روند تابلوهای روان و ال ای دی به وجود آمده‌اند و از مهم‌ترین ابزارهای تبلیغاتی امروز به‌شمار می‌روند. این تلویزیون‌ها از کنار هم قرار گرفتن کابینت‌های مجزایی که شبیه به یک تلویزیون کوچک است تشکیل می‌شوند.تلویزیون شهری یک نمایشگر هوشمند بزرگ می‌باشد که از دیودهای نورانی تشکیل شده‌است. تلویزیون شهری بیشتر در فضای بیرون از سالن استفاده می‌شود. کاربرد تلویزیون‌ شهری در میادین شهر و مجتمع‌های تجاری شهری، سردر سازمان‌هاهای دولتی، خصوصی، پارک‌ها، دانشگاه‌ها و غیره می‌باشد.
یک تلویزیون شهری باید چند آیتم مهم و اصلی را دارا باشد 
- ضدآب باشد جهت آب باران یا شستشوی دوره‌ای تلویزیون
- ضد ضربه باشد جهت برخورد اجسام در مکان‌های مختلف شهر
- در نور مستقیم آفتاب به خوبی قابل دید باشد
- به آسانی بتوان هر آنچه که نیاز است بروی آن نمایش داد
- ورودی‌های تلویزیون شهری باید دارای پورت‌های اچ دی ام ای و یو اس بی و ویدیو باشد که بتواند نمایش زنده را به خوبی و بدون مکث انجام دهد
- قطعات اولیه با کیفیت بالا از برندهای با استاندارد و معروف دنیا باشد
- خدمات پس از فروش فوری و بدون قید و شرط را داشته باشد
- دارای فونداسیون و پایه با تأیید سازمان نظام مهندسی باشد
- دارای طرح زیبا و جذاب نمای کامپوزیت باشد.

## تلویزیون در کشورها

#### آمریکا
تلویزیون رنگی با توجه به رقابت شدید سیستم‌های فنی برای اعطای مجوز بدینوسیله کمیسیون ارتباطات فدرال برای مصرف تجاری، تاریخچه طولانی در آمریکا دارد. تلویزیون رنگی مکانیکی اسکن شده با استفاده از سه سیستم کامل با بافت‌های فوتو الکترونیکی، فیلترهای رنگی، آمپلی فایر و یک سری شیشه برای تبدیل تصاویر آبی، سبز و قرمز به یک تصویر رنگی کامل در ژوئن ۱۹۲۹ توسط آزمایشگاه‌های تل به نمایش گذارده شد.
در دوره اسکن‌های الکترونیکی، نخستین نمایش تلویزیون رنگی در پنجم فوریه ۱۹۴۰ بود که این نمایش در آزمایشگاه RCA در نیوجرسی به اعضای گروه پژوهشی FCC نشان داده شد.
در این تلویزیون یک گیرنده به وسیله ترکیب نوری تصاویر از دو مجرای مختلف در یک صفحه تصاویر رنگی را تولید می‌کردند. CBS در ۲۸ اوت ۱۹۴۰ با استفاده از فیلم و در ۱۲ نوامبر ۱۹۴۰ با استفاده از دوربین‌های زنده بررسی میدان‌های رنگی را آغاز کرد.
سیستم میدان رنگی زنجیره‌ای در CBS تقریباً مکانیکی بود که دیسک داخل آن از فیلترهای سبز، آبی و قرمز ساخته شده بود و با سرعت ۱۲۰۰ دور در دقیقه در داخل دوربین‌های تلویزیون کار می‌کرد. دیسک مشابهی نیز در مقابل لامپ اشعه کاتود در داخل دستگاه گیرنده (ریسیور) جاسازی شده بود. آخرین سیستم رنگی RCA با زنجیره‌ای از نقاط، هیچ بخش متحرکی نداشته و در آن از یک سری شیشه‌هایی برای جداسازی و هدایت نورهای سبز، قرمز، آبی از اشیاء از سه لنز به سه لامپ اسکن و مدارهای الکترونیکی استفاده شده بود که به لامپ‌ها اجازه می‌داد تا سیگنال‌های خود را نقطه به نقطه به صورت چرخشی بفرستند. این سیگنال‌ها به وسیله یک مدار ثانویه در گیرنده دسته‌بندی شده و به لامپ‌های تصویر سبز، قرمز و آبی فرستاده شده و تا ترکیب باسری دوم شیشه‌ها به یک تصویر رنگی کامل تبدیل می‌شوند.
NBC(تحت مدیریت RCA) نخستین آزمایش تلویزیون رنگی را در ۲ فوریه ۱۹۴۸ صورت دادCBS آزمایش‌های روزانه میدان‌های رنگی را در اول ژوئن ۱۹۴۱ آغاز کرد. این سیستم‌های رنگی با دستگاه‌های تلویزیون سیاه و سفید کنونی مطابقت نداشته و مانند تلویزیون‌های رنگی دیگر نیز در زمان حاضر در دسترس عموم نبودند. این تست‌ها تنها در معرض دید مهندسان RCA و CBS و خبرنگاران دعوت شده صورت گرفت.
«انجمن جنگ تولید» ساخت تلویزیون و تجهیزات رادیویی را برای استفاده عموم از ۲۲ آوریل ۱۹۴۲ تا ۲۰ اوت ۱۹۴۵ متوقف کرد و هرگونه فرصتی را برای معرفی تلویزیون رنگی برای عموم از بین برد.
پیشرفت در تولید تلویزیون‌های رنگی پس از جنگ به وسیله سه سیستم با رقابت برای کسب مجوز با استاندارد PCC برای پخش برنامه‌های رنگی ادامه یافت. سیستم میدان پیاپی CBS که بدون یک آداپتور با دستگاه‌های سیاه و سفید موجود مطابقت نمی‌کنند، سیستم RCA با سیستم زنجیره‌ای نقاء که در سال ۱۹۴۹ با دستگاه‌های سیاه و سفید موجود سازگاری داشته و سیستم CTI که در آن سه بتر و در پشت آن فیلترهای رنگی بود که تصاویر سبز، قرمز و آبی را بر روی یک لامپ تصویر مجزا تولید می‌کرد و شامل یک گیرنده بود که از لنزهایی در مقابل لامپ تصویر برای ترکیب این سه تصویر و ساخت یک تصویر بر روی صفحه نمایش استفاده در طول رقابت‌ها برای دستیابی به مجوز FCC, CBS نخستین نمایش از تلویزیون رنگی را با ارائه یک ساعت برنامه رنگی به‌طور روزانه از شنبه تا دوشنبه در ۱۲ ژانویه ۱۹۵۰ در واشینگتن آغاز کرد و تا پایان ژانویه ادامه داد که این برنامه‌ها بر روی گیرنده‌های (۱۶–۸) اینچ قابل مشاهده بود با توجه به رشد تقاضاهای مردم، برنامه‌های تلویزیونی با افزایش تعداد برنامه‌های بعدازظهر از ۱۳ فوریه مجدد آغاز گردید. CBS یک فهرست محدود از برنامه‌های رنگی را از ایستگاه تلویزیونی WCBS خود در نیویورک از ۱۴ نوامبر ۱۹۵۰ آغاز کرد که این برنامه‌ها دوشنبه تا شنبه با ۱۰ گیرنده رنگی در معرض دید عموم بود. تمامی این برنامه‌ها با استفاده از دوربین رنگی متعلق CBS پخش شد. استودیوی پخش برنامه‌ها در نیویورک از ۱۳ دسامبر با استفاده از کابل هم محور به استودیوی تلویزیونی WCAU در فیلادلفیا نیز گسترش یافت.
پس از یک سری گزارش‌ها که در سپتامبر ۱۹۴۹ ارائه شد، FCC دریافت سیستم‌های RCA, CTI با مشکلات فنی، تولید رنگ نامناسب و تجهیزات گزان همراه است بنابراین سیستم CBS به عنوان استاندارد بخش برنامه‌های رنگی آمریکا در ۱۱ اکتبر ۱۹۵۰ انتخاب شد.
قانون ناموفق RCA، نخستین سری پخش برنامه‌های رنگی را تا ۲۵ ژوئن ۱۹۵۱ به تعویق انداخت. مجدداً در پخش برنامه‌ها محدودیت ایجاد شد. برنامه‌ها، قابل مشاهده بر روی دستگاه‌های سیاه و سفید نبودند و این‌گونه گزارش شده بود که تنها ۳۰ گیرنده رنگی در منطقه نیویورک در دسترس هستند. شبکه‌های تلویزیون رنگی با سریال‌های روزانه «جهان از آن توست» و «خانه داران مدرن» هفته دیگری را آغاز کردند.
در حالیکه پخش برنامه‌های رنگی CBS به تدریج به ۱۲ ساعت در هفته افزایش یافته و این شبکه رنگی تا شهر شیکاگو و به ۱۱ مرکز دیگر گسترش یافت، موفقیت تجاری آن به دلیل کمبود گیرنده‌های رنگی مورد نیاز برای دیدن برنامه‌ها، مخالفت تولیدکنندگان با ساخت آداپتور برای دستگاه‌های سیاه و سفید موجود و عدم تمایل تبلیغ کنندگان برای حمایت از شبکه‌های غیرموفق، از بین رفت. CBS در آوریل یک تولیدکننده تلویزیونی خریداری کرد و در سپتامبر ۱۹۵۱ تولید را آغاز کرد و تنها مدل رنگی CBS کلمبیا تولیدی آن‌ها بود. اما زمان برای جبران دیر بود و تنها ۲۰۰ دستگاه تولید شد که ۱۰۰ دستگاه آن به فروش رفت و CBS برای جلوگیری از خسارات، تمامی دستگاه‌ها را برگرداند. صنعت تلویزیون آمریکا پیش از CBS، به وسیلهٔ " کمیته ملی سیستم‌های تلویزیونی آمریکاً در سال‌های ۵۳–۱۹۵۰ بوجود آمد و هدف این کمیته راه اندازی یک سیستم رنگی مطابق با دستگاه‌های سیاه و سفید کنونی بوده که استانداردهای کیفیت FCC را نیزبا اجزای سخت‌افزاری RCA داشته باشد. زمانی‌که CBS پیش از کنگره در ماه مارس ۱۹۵۳ اعلام کرد دیگر قصد تولید سیستم‌های رنگی را دیگر، راه برای ورود NTSC برای دستیابی به مجوز FCC در ژوئن ۱۹۵۳ باز شد و این شرکت در ۱۷ دسامبر به این مجوز دست یافت. نخستین برنامه تلویزیونی با استفاده از سیستم رنگی NTSC، پخش آزمایشی یک اپیزود از NBC در ۳۰ اوت ۱۹۵۳ بود. دستگاه رنگی RCA از سال ۱۹۵۴:
NBC نخستین برنامه رنگی را در اول ژانویه ۱۹۵۴ با نمایشی آغاز کرد که در سراسر آمریکا بر روی گیرنده‌های رنگی RCA، جنرال الکتریک، فیلکو، رتیئون، هاضمن، پسیفیک مرکوری و… قابل دریافت بود. در ۲۸ فوریه تنها یک مدل رنگی «وستینگ هاوس» به قیمت ۲۹۵/۱ دلار معادل ۴۰۰/۹ دلار در سال ۲۰۰۶، در نیویورک وجود داشت که به‌طور کلی به عنوان نخستین گیرنده با NTSC رنگی، برای استفاده عموم تعیین شد. در آوریل مدل رنگی ارزان قیمت سری ساخت RCA به دلالان عرضه شد. نخستین سریال رنگی تلویزیون «سریال ازدواج» به عنوان یک سریال کمدی زنده در تابستان ۱۹۵۴ به وسیله NBC ارائه شد. سریال ادبی «تئاتر فورد» نخستین برنامه رنگی فیلمی شکلی بود که در اکتبر به وسیله NBC ساخته شد. NBC که شرکت RCA را نیز تحت مدیریت داشت، پیشتاز در برنامه سازی رنگی بود، چرا که شرکت RCA در دهه ۵۰ موفق‌ترین خطوط دستگاه‌های رنگی را ارائه کرد و تا سال ۱۹۵۹ نیز تنها تولیدکننده دستگاه‌های رنگی بود. CBS و ABC نیز که با تولیدکنندگان چندان سازگاری نداشتند و مشتاق بر ادامه تولید رقیب خود نبودند؛ وارد بخش تولید دستگاه‌های رنگی شدند.
CBS تمامی برنامه‌های رنگی منظم خود را در این سال‌های ۱۹۶۰ و ۱۹۶۵ ارائه کرد؛ در حالیکه ABC نخستین سریال رنگی خود را تا سال ۱۹۶۲ به تعویق انداخت. شبکه «دو مونت» که تا سال ۱۹۵۴ شاهد کاهش درآمد مالی بود، یکسال بعد از آن، منحل شد؛ بنابراین تا سال ۱۹۶۴ تنها ۱/۳ درصد از تلویزیون‌های خانگی در آمریکا رنگی بودند.
NBC با اعلام اینکه تمامی برنامه‌های آن شبکه در پائیز ۱۹۶۵ رنگی خواهد بود، سازمان دهنده توسعه سریع برنامه‌های رنگی نام گرفت. تمامی سه شبکه پخش برنامه‌های تلویزیونی تا فصل ۶۷–۱۹۶۶، زمان پخش برنامه‌های رنگی را وارد سیستم خود کردند. اما تعداد تلویزیون‌های رنگی فروخته شده در آمریکا تا سال ۱۹۷۲ از تعداد تلویزیون‌های سیاه و سفید کمتر بود. سال ۱۹۷۲ نخستین سالی بود که میزان خرید دستگاه‌های رنگی از ۵۰ درصد فراتر رفت. در این سال همچنین با توجه به میزان فروش تلویزیون‌های، آگهی برای این تلویزیون‌ها پیش از برنامه پایان یافت.

#### کوبا
کوبا در سال ۱۹۵۸ با استفاده از استاندارد NTSC و تجهیزات RCA در شبکه ۱۲ هاوانا، دومین کشور جهان در زمینه ارائه برنامه‌های تلویزیونی رنگی، معرفی شد؛ ولی پخش این برنامه‌ها در سال ۱۹۵۹ در زمان انقلاب کوبا و تعطیلی ایستگاه‌های تلویزیونی متوقف شد و در سال ۱۹۷۵ با وارد کردن تجهیزات از NEC ژاپن و SECAM جماهیر شوروی که مطابق با استاندارد NTSC بودند، از سرگرفته شد.

#### مکزیک
در مکزیک " گوئیلرموگنزاس کامازاناً (۱۹۶۵–۱۹۱۷) یک سیستم اولیه پخش رنگی را ابداع کرد. وی در سال‌های ۱۹۴۲، ۱۹۶۰ و۱۹۶۲ حق اختراع برای سیستم‌های تلویزیونی رنگی را دریافت کرد.
حق اختراع (به ثبت رسیده در ۱۹ اوت ۱۹۴۰) برای تنظیم‌کننده (آداپتور) فیلتر رنگی برای تلویزیون سیاه و سفید در سال ۱۹۴۲ اعطا شد که این سیستم مثابه گیرنده‌های رنگی بود که در سال ۱۹۳۶ توسط جان لوگی بِرد در بریتانیا و در اوت ۱۹۴۰ بوسیله شرکت CBS در آمریکا ارائه شده بود.
در ۳۱ اوت ۱۹۶۴ «کامراناً نخستین پخش رنگی خود را از آزمایشگاهش در» گیک آزمایش‌های رادیوی مکزیک «در خیابان» لوسرناً در شهر «مکزیکوسیتی» فرستاد. این سیگنال ویدئویی با فرکانس ۱۱۵ مگاهرتز و با بسامد صوتی ۴۰ متر باند (metre band) پخش شد. وی اجازه ساخت نخستین تبلیغ رنگی را در مکزیک در ۸ فوریه ۱۹۶۳ دریافت کرد و «برنامه Paraiso Infantil» ساخت وی، از تلویزیون XHGC شهر مکزیکوسیتی پخش شد.

#### کانادا
تلویزیون رنگی به محض پخش برنامه‌های تلویزیونی رنگی در آمریکا، از کانادا نیز متداول شد. ایستگاه‌های تلویزیونی این کشور ساخت برنامه‌های تلویزیونی رنگی خود را از سال ۱۹۶۶ آغاز کردند.

### تلویزیون رنگی در اروپا
تلویزیون رنگی در اروپا با کمی تأخیر ساخته شد و با توجه به برخی مشکلات فنی به تعویق افتاد. اروپائی‌ها با توجه به اتخاذ تصمیماتی برای ارائه سیستمی با ۶۲۵ خط نور برای پخش برنامه‌های سیاه و سفید و با فریم کمتر اما پهنای باند بزرگتر، نتوانستند به‌طور مستقیم استاندارد رنگ آمریکا را در پیش گیرند.
این امر در هر صورت یک فقدان صلاحیت محسوب می‌شد، چرا که شامل مشکلاتی در زمینه رنگ بود که با معرفی دستگاه‌های ضبط ویدئویی در اواخر دهه ۵۰ این مشکلات شدت پیدا کرد. از آنجا که در آن زمان استودیوهای پخش برنامه‌های تلویزیونی دولتی بودند، انگیزه‌های تجاری نیز کمتر مطرح بود.
گرچه کار بر روی سیستم‌های گودبرداری رنگ‌های مختلف با ثبت نخستین اختراع SECAM در سال ۱۹۶۵، تقریباً از دهه ۵۰ آغاز شد، سال‌ها گذشت تا بالاخره نخستین برنامه‌های تلویزیونی در سال ۱۹۶۷ پخش شد. آلمانی‌ها با توجه به نارضایتی از عملکرد NTSC و اقدامات اولیه SECAM، در سال ۱۹۶۳ گیرنده PAL را راه اندازی کردند. این سیستم مشابه NTSC بود ولی برخی از نظرات SECAM را نیز بکار برده بود.
فرانسوی‌ها در این زمینه از SECAM تبعیت کرده و به‌طور عمده از روس‌ها در این زمینه استفاده کردند.
نخستین گیرنده‌های PAL با مشخصات کامل به یک خط تأخیری فرا صوتی دقیق وابسته بود که در نخستین روزهای سنجش حدود هزینه‌های گیرنده را جبران می‌کرد. سایر سیستم‌های کد برداری رنگ که تا آن زمان تصویب شده بودند، بر مشکلات رنگ در NTSC فائق می‌آمدند ولی گیرنده PAL از آن جهت منحصربه‌فرد بود که می‌توانست به عنوان یک گیرنده اقتصادی بدون استفاده از یک خط تأثیری، با عملکرد بهتر و در مواردی بهتر از یک معادل مدل NTSC ساخته شود.
SECAM به چنین دقتی برای خط تأخیری خود نیاز نداشت و می‌توانست از گونه‌های فلزی ارزان قیمت تر و از لحاظ میدان مغناطیسی قویتر بهره‌مند شود. در زمان آغاز استفاده از گیرنده‌ها PAL در پخش برنامه‌ها در سال ۱۹۶۷ با تعصب مشاهده شد که پیشرفت‌ها در تکنیک‌های ساخت شیشه (آینه) هزسینو دقت در خطوط تأخیر را به حدی پائین آورد که گیرنده با سیستم PAL آسان نیز از لحاظ تجاری به سختی ساخته می‌شود و تمامی‌گیرنده‌های SECAM همانند گیرنده‌های PAL خط تأخیر را عملاً بکار می‌گرفتند. تا پایان قرن ۲۰ خطوط تأخیر از شیشه به‌طور کامل در تمامی معادل‌های الکترونیکی خود جایگزین شدند و تقریباً تمامی دستگاه‌های تلویزیونی اکنون می‌توانند گیرنده‌های PAL, SECAM و NTSC را کد برداری کنند.
نخستین پخش برنامه رنگی در اروپا به وسیلهٔ شبکه دوی BBC در اول ژوئیه ۱۹۶۷ با گیرنده PAL آغاز به کار کرد. نخستین پخش در غرب آلمان در ماه اوت در پی فرانسه در ماه اکتبر صورت گرفت.
سیستم PAL اکثر کشورهای اروپای شرقی و انگلیس، پرتقال، بلژیک، هلند، اتریش، مجارستان و امپراطوری چین و اتومن منتشر شد.
در ایتالیا بر سه تصویب یک سیستم تلویزیونی رنگی ملی با نام ISA ساخته شده به وسیله «ایندیست»، مشاجراتی صورت گرفت و این عقیده سرو صدا به راه انداخت. در نتیجه ایتالیا یکی از آخرین کشورهای اروپایی بود که پس از آزمایش‌های فنی طولانی به‌طور رسمی سیستم PAL را در سال ۱۹۷۷ تصویب کرد.
فرانسه، لوکزامبورگ و شوروی و دیگر قلمروهای خارجی آن‌ها سیستم SECAM را انتخاب کردند. SECAM یک انتخاب رایج در کشورهای با پستی و بلندی زیاد و کشورهای با اساس گسترده نصب تجهیزات سیاه و سفید بود، چرا که سیگنال ناهموار SECAM بهتر با این مکان‌ها سازگار بود. تنها نقص واقعی SECAM این بوده که بر خلاف NTSC و PAL، دسترسی به پس تولید یک SECAM کد برداری شده، بدون یک کاهش عمیق در کیفیت عملاً امکان‌پذیر نیست. نخستین پخش برنامه رنگی مرتب با استفاده از SECAM در اول اکتبر ۱۹۶۷ در شبکه دوی فرانسه صورت گرفت. در فرانسه و انگلیس برنامه‌های تلویزیونی رنگی در فرکانس UHF تولید می‌شد که تا دهه ۸۰ در بریتانیا با ۴۰۵ خط نور و در فرانسه با ۸۱۹ خط شکل می‌گرفت. (فرکانس VHS برای تصاویر سیاه و سفید استفاده می‌شد) سایر کشورها نیز که تصاویر سیاه و سفید با ۶۲۵ خط نور را بر روی فرکانس‌های UHF, VHF به نمایش می‌گذاردند، برنامه‌های رنگی را بر روی شبکه‌های مشابه به سادگی پخش می‌کردند.
لازم است ذکر شود که برخی برنامه‌های تلویزیونی بریتانیا به ویژه برنامه‌هایی که به وسیله شبکه تفتنی ITC یا برای آن شبکه ساخته می‌شدند، پیش از معرفی تلویزیون رنگی به این کشور برای فروش به شبکه‌های آمریکایی ساخته می‌شدند.
نخستین برنامه تلویزیونی بریتانیا به شکل رنگی، یک سریال درام با عنوان «ماجراجویی آقای لانسلوت» بود که نخستین با به صورت سیاه و سفید در سال ۵۷–۱۹۶۵ ساخته شد و بعدها برای فروش به شبکه NBC آمریکا به صورت رنگی درآمد.

### تلویزیون رنگی در کشورهای آسیایی مجاور اقیانوس آرام
در ژاپن شرکت NHK با استفاده از یک نوسان در سیستم NTSC در ۱۰ سپتامبر ۱۹۶۰ یک تلویزیون رنگی را معرفی کرد. با این وجود سایر کشورهای این منطقه از جمله سنگاپور(۱۹۷۳)، نیوزیلند(۱۹۷۳) و هند (۱۹۸۲) و استرالیا(۱۹۷۵) تا مدت‌ها بعد این روش را بکار نگرفتند و در عوض سیستم PAL را بکار گرفتند.
کره جنوبی تلویزیون رنگی را با استفاده از سیستم NTSC تا سال ۱۹۸۰ معرفی نکرد؛ گرچه این کشور این تلویزیون‌ها را برای صادرات تولید می‌کرد.

### تلویزیون رنگی در آفریقا
نخستین خدمات رنگی تلویزیون در آفریقا در سال ۱۹۷۳ با استفاده از سیستم PAL در جزیره «زن زیبار» تانزانیا معرفی شد. در آن زمان آفریقای جنوبی هیچ سرویس تلویزیونی نداشت (باتوجه به مخالفت‌های رژیم آپارتاید)، اما در سال ۱۹۷۶ یک سرویس راه اندازی شد. نیجریه در دهه ۷۰ سیستم PAL را برای پخش برنامه‌های رنگی اتخاذ کرد ولی کشورهای نظیر غنا و زیمبابوه تا دهه ۸۰ با سیستم سیاه و سفیدکار می‌کردند.

### تلویزیون رنگی در آمریکای جنوبی
دراوایل دهه ۷۰ برزیل نخستین کشور در آمریکای جنوبی بود که با استفاده از سیستم PAL با عنوان PAL-M در ترکیب با سیستم NTSC و PAL تصاویر رنگی تلویزیونی را دریافت کردند. نخستین برنامه رنگی در ۱۹ فوریه ۱۹۷۲ پخش شد.

## پخش تلویزیون

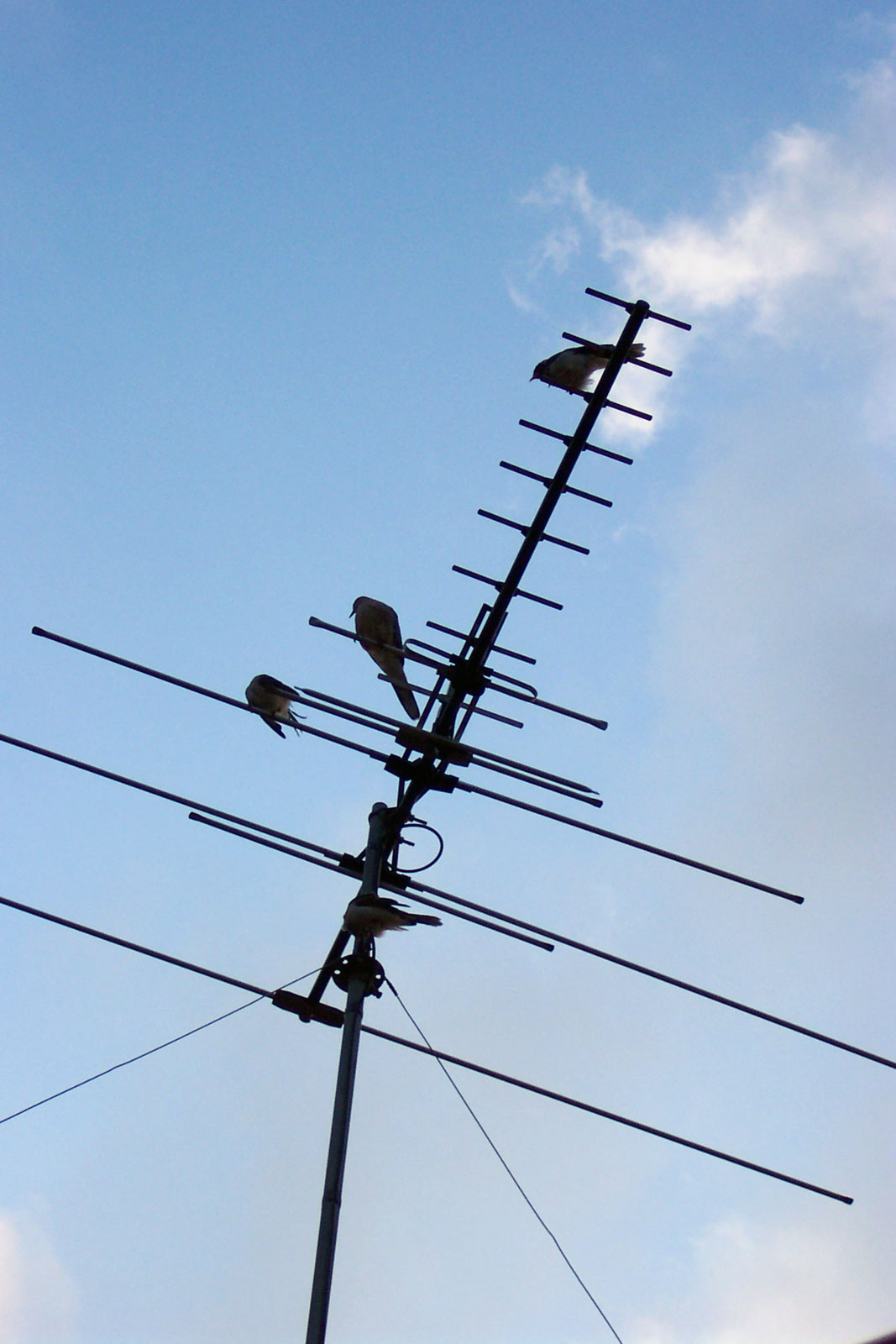
آنتن یک تلویزیون که تنها قادر به دریافت امواج می‌باشد

### آمریکا
نخستین سرویس تلویزیونی منظم در آمریکا در دوم ژوئیه سال ۱۹۲۸ راه اندازی شد. «کمیسیون رادیویی فدرال»، «سی اف جنکینس» را برای پخش برنامه از ایستگاه «ویتون» در «مری لند» در حومه واشینگتن تعیین کرد؛ ولی برای حداقل ۱۸ ماه نخست، تنها تصاویر سایه نما از فیلم متحرک پخش می‌شد.
ایستگاه رادیویی WRNY به سازمان دهندگی «هوگوگرنسبک» با مسئولیت محدود برای پخش برنامه‌های تلویزیونی زنده در شهر نیویورک با استفاده از تصاویر ۴۸ خطی در ۱۴ اوت ۱۹۲۸ راه اندازی شد. به‌طور هم‌زمان گزنسبک نخستین مجله مربوط به تلویزیون در جهان را با همان عنوان منتشر کرد. ایستگاه تلویزیونی جنرال الکتریک در «اسچنکتادی» نیویورک از ۱۳ ژانویه ۱۹۲۸ به‌طور نامنظم آغاز به کار کرد و از طریق امواج کوتاه با تصاویر ۴۸ خطی نورهای انعکاس را پخش می‌کرد که تا ماه سپتامبر به هفته‌ای چهار برنامه رسید.
ایستگاه AB × W۲ با سیستم CBS در شهر نیویورک نخستین برنامه‌های هفتگی خود را در ۲۱ ژوئیه ۱۹۳۱ با استفاده از سیستم الکترومکانیکی ۶۰ خطی آغاز کرد. در نخستین برنامه «شهردار جیمی واکر»، «بوسرل سیستر»، «کیت اسمیت» و «جرج گرشوین» دخالت داشتند. این سرویس در فوریه سال ۱۹۳۳ پایان یافت. «دان لی» در دسامبر ۱۹۳۱ ایستگاه AO× W۲ را در لوس آنجلس راه اندازی کرد. این ایستگاه تلویزیونی با استفاده از فرکانس UHF برنامه‌هایی را به‌طور منظم به استثنای یکشنبه‌ها و روزهای تعطیل تا چندین سال پخش می‌کرد.
تا سال ۱۹۳۵ م استودیوهای پخش برنامه‌های تلویزیونی الکترومکانیکی با وضوح پایین، در آمریکا ظاهر شدند؛ به استثنای دانشگاه‌های دولتی که این روند تا سال ۱۹۳۹ به طول انجامید. کمیسیون ارتباطات فدرال در آمریکا دریافت هیچ استانداری فنی مشخصی برای روند تولید تلویزیون وجود ندارد، بنابراین تمامی ایستگاه‌های تلویزیونی مشابه در آمریکا تنها مجوز آزمایشی دریافت کردند و هیچ مجوز تجاری داده نشد. نمایش یک سیستم تماماً الکترونیکی توسط «فیلو فارنس ورث» در مؤسسه فرانکلین در فیلادلفیا، خط مستقیمی در جهت آینده تلویزیون ایجاد کرد. در ۱۵ ژوئن ۱۹۳۶، شبکه وان لی نمایش یک‌ماهه‌ای را در تلویزیون با وضوح بالا در بر روی ریسیور (گیرنده) AO× W۶ (و بعدها KTSL) با تصویر ۳۰۰خطی از یک فیلم متحرک آغاز کرد. شبکه ۱۹۳۶ ارائه کرد و در ششم نوامبر نخستین برنامه عمومی خود را در مطبوعات پخش کرد. شبکه NBC پخش برنامه‌های منظم خود را در ۳۰ آوریل ۱۹۳۶ با پخش یک برنامه از افتتاحیه «نمایشگاه جهانی ۱۹۳۹ در نیویورک» آغاز کرد. تا ژوئن ۱۹۳۹ برنامه‌های تلویزیونی منظم الکترونیکی با ۴۴۱ خط نور در شهر نیویورک و لوس آنجلس و تا ماه نوامبر در ایستگاه جنران الکتریک در «سچنکتاری» در دسترس بود. از ماه مه تا دسامبر ۱۹۳۹، ایستگاه NBC جنرال الکتریک در شهر نیویورک هر هفته از چهارشنبه تا یکشنبه برنامه پخش می‌کرد و به‌طور کلی در هر ماه ۵۸ ساعت برنامه داشت. این برنامه‌ها ۳۳درصد اخبار، ۲۹درصد درام و ۱۷درصد برنامه‌های آموزشی بود که به‌طور متوسط دو هزار دستگاه گیرنده و بین پنج تا هشت هزار بیننده تا پایان سال از این برنامه‌ها بهره می‌جستند.
یک خودروی کوچک می‌توانست حوادث را تا ۱۰ مایل فاصله از فرستنده که بر بالای «ساختمان امپراطوری دولتی آمریکاً قرار داشت، پوشش دهد. کابل هم محور برای پوشش حوادث در» باغ مادیسون" بکار گرفته شد. منطقه تحت پوشش برای یک تصویر خوب دایره‌ای به شعاع ۴۰ تا ۵۰ مایل از ساختمان امپراطوری بود که این منطقه پیش از ۱۰ میلیون نفر را پوشش می‌داد.
FCC در دوم می۱۹۴۱، استانداردهای مهندسی تلویزیون NTSC را با ۵۲۵ خط و ۳۰فریم و با صدایی که با تغییر در فرکانس ایجاد می‌شود، اتخاذ کرد. دستگاه‌هایی که تا سال ۱۹۳۹ با تجزیه کمتر، به فروش رفت، هنوز هم برای کسب استانداردهای جدید قابل تغییر هستند. FCC دریافت زمان برای ارائه مجوز تجاری به تلویزیون فرا رسیده و بنابراین نخستین مجوز این چنینی در ا ول ژوئیه ۱۹۴۱ به ایستگاه‌های تلویزیونی CBS, NBC در نیویورک و پس از آن به ایستگاه فیلکو در فیلادلفیا اعطا شد. پس از پیوستن آمریکا به جنگ جهانی دوم، FCC زمان مورد نیاز برای پخش برنامه را برای اعطای مجوز تجاری از ۱۵ ساعت در هفته به ۴ ساعت کاهش داد. اکثر ایستگاه‌های تلویزیونی از پخش برنامه محروم شدند. برنامه‌هایی نظیر سرگرمی‌هایی همچون بوکس، حوادث باغ مادیسون و اخبار جنگ نیز به برنامه‌ها افزوده شدند. در سال ۱۹۴۲م، پنج هزار دستگاه در دست استفاده بود ولی تولید برنامه‌های جدید تلویزیونی، رادیویی و سایر تجهیزات پخش برای اهداف شهری از آوریل ۱۹۴۲ تا اوت ۱۹۴۵ تعطیل شد.

### کانادا
" شرکت پخش برنامه کاناداً شبکه آمریکایی NTSC با سیستم ۵۲۵ خط نور را به عنوان استاندارد پخش خود تعیین کرد. این شبکه در سپتامبر ۱۹۵۲ پخش تلویزیونی خود را آغاز کرد. نخستین برنامه ششم سپتامبر ۱۹۵۲ از ایستگاه CBFT در کبک در مونترال پخش شد. این شبکه به دو زبان انگلیسی و فرانسوی برنامه پخش می‌کرد. دو روز بعد از آغاز کار این شبکه در ۱۸ سپتامبر ۱۹۵۲ ایستگاه CBLT در اونتاریو، تورنتو آغاز به کار کرد. این شبکه یک ایستگاه انگلیسی زبان برای این کشور بود. نخستین ایستگاه تلویزیونی خصوصی در اکتبر ۱۹۵۳ در سادبیوری، اونتاریو (با عنوان CKSO) راه اندازی شد.

### فرانسه
در ۱۴ آوریل ۱۹۳۱ نخستین برنامه تلویزیونی با استاندارد ۳۰ خطی به وسیله «رنه بار تلمی» پخش شد. در ۶ دسامبر ۱۹۳۱ «هنری دی فرانس» شبکه CGT را راه اندازی کرد. در دسامبر ۱۹۳۲ «بارتلقی» یک برنامه آزمایشی سیاه و سفید را با عنوان (تلویزیون پاریس) (در ۶۰ خط) یک ساعت در هفته پخش کرد که بعدها از اوایل ۱۹۳۳ به پخش روزانه مبدل شد.
نخستین شبکه رسمی تلویزیون فرانسه در ۱۳ فوریه ۱۹۳۵ با ۶۰ خط با پخش برنامه از ۸:۱۵ تا ۸:۳۰ شب رسماً آغاز به کار کرد. این برنامه با بازی «بیاتریس برتی» از استودیوی «رادیو- پی تی تی ویژن» در پاریس صورت گرفت. این برنامه دامنه ۱۰۰ کیلومتری داشت. در ۱۰ نوامبر، «جرج مندل» رئیس استودیوی PTT نخستین برنامه تلویزیونی را در ۱۸۰ خط نور از فرستنده برج ایفل پخش کرد. در قرن ۱۸ «سوزی وینکر» نخستین گوینده از ماه ژوئن به بعد، برنامه‌ای را از خبرگزاری پخش کرد.
برنامه‌ها از چهارم ژانویه ۱۹۳۷ فهرست منظمی یافت و در طول هفته ساعت ۱۱:۳۰–۱۱ صبح و ۸:۳۰–۸ شب و در روزهای یکشنبه از ۷:۳۰–۵:۳۰ بعدازظهر پخش شد. در ژوئیه ۱۹۳۸ حکمی برای سه سال برای استاندارد با فرکانس VHF با ۴۵۵ خط نور تعیین شد. در سال ۱۹۳۹ تنها حدود ۲۰۰ تا ۳۰۰ دستگاه تلویزیون شخصی وجود داشت که برخی در اماکن عمومی نیز در دسترس بود.
با ورود فرانسه به جنگ جهانی دوم در سال مذکور، پخش برنامه‌ها متوقف شد و فرستنده برج ایفل خراب شد. در سوم سپتامبر ۱۹۴۰ تلویزیون فرانسه به وسیله نیروهای اشغالگر آلمان مصادره شد. یک توافقنامه فنی به وسیلهٔ شرکت (Compagnie des Comptevrs) و شرکت «تله فونکن» به امضا رسید و یک توافقنامه مالی برای آغاز سرویس دهی به وسیلهٔ وزارت ملی پست و رادیوی آلمان به امضا رسدی در ۷ می۱۹۴۳ در ساعت ۳ بعدازظهر نخستین برنامه مجدداً پخش شد. این برنامه از تلویزیون پاریس در «کاگناک جی» پخش شد. این برنامه‌های منظم (پنج ساعت و یک ربع در روز) تا ۱۶ اوت ۱۹۴۴ ادامه یافت. حدود یک هزار دستگاه با ۴۴۱ خط- اکثراً در بیمارستان‌های سربازان- این برنامه‌ها را مشاهده می‌کردند.
در سال ۱۹۴۴ «رنه بارتلمی» یک استاندارد تلویزیون ۸۱۹ خطی را ارائه کرد. بارتلمی در طول دوران اشغال، به تلویزیونی با ۱۰۱۵ و حتی ۱۰۴۲ خط دست یافت. در اول اکتبر ۱۹۴۴ خدمات تلویزیونی پس از آزادسازی پاریس آغاز شد. این خدمات از استودیوهای «کوگناک- جی» پخش شد. در اکتبر ۱۹۴۵ پس از تعمیرات، فرستنده برج ایفل دوباره راه اندازی شد. در ۲۰ اکتبر ۱۹۴۸ «میتراند» استاندارد پخش برنامه‌های ۸۱۹ خطی را تصویب کرد که پخش آن‌ها در اواخر ۱۹۴۹ بدان شکل آغاز شد. فرانسه تنها کشور اروپایی بود که این‌گونه برنامه را تصویب کرد. (سایر کشورها برنامه‌های با خطوط ۶۲۵ را انتخاب کردند)

### آلمان
پخش برنامه‌های الکترومکانیکی در آلمان در سال ۱۹۲۹ آغاز شد ولی این برنامه‌ها تا سال ۱۹۳۴ صامت بود. سرویس شبکه الکترونیکی در ۲۲ مارس ۱۹۳۵ با ۱۸۰ خط نور با استفاده از سیستم رابط فیلم یا دوربین‌هایی با دیسک نیپکو آغاز شد. پخش برنامه‌ها با استفاده از دوربین‌های بر مبنای میدان یونی در ۱۵ ژانویه ۱۹۳۶ آغاز شد. بازبینهایی تابستانی المپیک برلین با استفاده از دوربین‌های الکترونیکی با میدان یونی و دوربین‌های رابط فیلم در اوت ۱۹۳۶ در برلین و هامبورگ ضبط و پخش شد. اتاق‌هایی با ظرفیت ۲۸ نفر با یک تلویزیون برای استفاده در اختیار افراد فاقد تلویزیون قرار گرفت. آلمانی‌ها در فوریه ۱۹۳۷ سیستم با ۴۴۱ خط را در اختیار گرفتند و در طول جنگ جهانی دوم آن را به خارج از برج ایفل و به فرانسه بردند. در پایان جنگ جهانی دوم، «شبکه رادیویی نیروهای مسلح» در آمریکا با هدف ارائه برنامه تلویزیونی آمریکایی برای نیروهای اشغالگر در آلمان، از
گیرنده‌های تلویزیون آمریکا برای ساخت برنامه‌های ۵۲۵ خطی استفاده کرد. آن‌ها برای جلوگیری از نوسانات خطوط برق، فرکانس عمودی را به ۵۰ هر تز تغییر داد و فرکانس افقی را از ۷۵۰ و ۱۵ هرتز به ۶۲۵ و ۱۵ هرتز و بلندی خطوط را ۵/۰ میکرو ثانیه تغییر داد. گیرنده‌های تلویزیونی آمریکا با این سیگنال یک سیستم ۶۲۵ خطی با بُرد(Field) ۵۰ را ایجاد کردند که به یک استاندارد در آلمان مبدل شد.

### بریتانیا
نخستین برنامه تلویزیونی بریتانیا به وسیله سیستم تلویزیونی الکترومکانیکی بِرد در سپتامبر ۱۹۲۹ در فرستنده رادیو بی‌بی‌سی ساخته شد بایرد تا سال ۱۹۳۰ تعداد محدودی برنامه برای پنج روز هفته تولید کرد. در ۲۲ اوت ۱۹۳۲ شبکه بی‌بی‌سی خدمات منظم شخصی خود را با استفاده از سیستم ۳۰ خطی الکترومکانیکی بِرد راه اندازی کرد که این سرویس تا ۱۱ سپتامبر ۱۹۳۵ ادامه یافت. در دوم نوامبر ۱۹۳۶، بی‌بی‌سی پخش برنامه‌ها را با یک سرویس سیستم دوگانه آغاز کرد. این سیستم چیزی بین استاندارد ۴۰۵ خطی «مارکونی- اپی» و استاندارد ۲۴۰ خطی بِرد بود و با پخش برنامه از «الکساندراپلس» در لندن، شبکه تلویزیونی بی‌بی‌سی را به نخستین سرویس تلویزیونی منظم با وضوح بالا در جهان مبدل کرد. دولت بریتانیا با توجه به پیشنهاد کمیته ویژه مشاوره، تصمیم گرفت به سیستم «مارکونی- رامی» توجه بیشتری نشان داده و سیستم بِرد را در فوریه ۱۹۳۷ منحل کرد. شبکه‌های تلویزیونی در لندن از سال ۱۹۳۶ تا ۱۹۳۹ به‌طور متوسط روزانه چهار ساعت برنامه پخش کردند که ۱۲ تا ۱۵ هزار گیرنده آن‌ها را دریافت می‌کردند. برخی دستگاه‌های تلویزیونی در رستوران‌ها و قهوه‌خانه‌ها برای مشاهده مسابقات ورزشی بعضی اوقات ۱۰۰ بیننده داشتند. آغاز جنگ جهانی دوم موجب تعطیلی در پخش برنامه‌های بی‌بی‌سی در اول سپتامبر ۱۹۳۹ و آغاز مجدد آن از «الکساندرا پلس» در ۷ ژوئن ۱۹۴۶ شد. نخستین برنامه زنده از قاره اروپا در ۲۷ اوت ۱۹۵۰ پخش شد. نخستین برنامه زنده بریتانیا در ۲۳ ژوئیه ۱۹۶۲ به وسیله ماهواره «تل استار» از آمریکا پخش شد.

### اتحاد جماهیر شوری
اتحاد جماهیر شوری در ۳۱ اکتبر ۱۹۳۱ پخش برنامه تلویزیونی را با پخش آزمایشی برنامه الکترومکانیکی با ۳۰ خط را در مسکو آغاز کرد و نخستین تلویزیون را در سال ۱۹۳۲ به‌طور تجاری تولید کرد. نخستین برنامه تلویزیونی آزمایشی الکترونیکی با استفاده از تجهیزات تولیدی و نصب شده به وسیلهٔ RCA در ۹ مارس ۱۹۳۷ در مسکو پخش شد. پخش منظم برنامه در ۳۱ دسامبر ۱۹۳۱ در این کشور آغاز شد.

### پیشرفت‌های بعدی
نخستین پخش منظم برنامه در کانادا در سال ۱۹۵۲ با احداث دو ایستگاه تلویزیونی آغاز شد. CBS دو ایستگاه یکی در ۶ سپتامبر در مونترال، کبک و دیگری را دو روز بعد در تورنتو، اونتاریو راه اندازی کرد.

### نوآوری‌های فنی
نخستین برنامه تلویزیونی زنده فرا قاره‌ای در سان فرانسیسکو، کالیفرنیا در چهارم سپتامبر ۱۹۵۱ از کنفرانس معاهده صلح ژاپن پخش شد. در سال ۱۹۵۸، CBC بزرگترین شبکه تلویزیونی جهان را از سیدنی، نوا اسکاتیا به ویکتوریا، انگلیس- کلمبا تکمیل کرده نخستین پخش زنده مدام از اخبار فوری در جهان به وسیله CBC در طول حادثه معدن «اسپرینگ میل» در ۲۳ اکتبر ۱۹۵۸ صورت گرفت.
تنظیم برنامه‌ها در ایستگاه‌های تلویزیونی صورت گرفت (برخی اوقات شبکه نامیده می‌شود). در ابتدا راه‌های زمینی راه‌های پخش برنامه‌های تلویزیونی بودند؛ زیرا قوانین دولت عادی و پهنای باند محدود بود.
در آمریکا کمیسیون ارتباطات فدرال در سال ۱۹۴۱ به ایستگاه‌های تلویزیونی اجازه پخش تبلیغات را داد، ولی لزوم اخذ مجوز را تعهد به خدمات عمومی تعیین کرد. انگلیس بالعکس یک روش متفاوت را انتخاب کرد و هزینه‌ای را برای ارائه مجوز برای صاحبان شبکه تلویزیونی تعیین کرد تا از آن برای تأمین بودجه مورد نیاز شبکه BBC به عنوان یک شبکه دولتی استفاده کند.
توسعه در بخش تلگراف و ماهواره به معنای پخش برنامه در دهه ۷۰ موجب شد تا تجار به سوی سرمایه‌گذاری در زمینه ایجاد شبکه‌ها روی آورند و موجب افزایش تعداد شبکه‌های تلویزیونی نظیر HBO و SKY شوند.

### برداشت کلی
هر کشور در جهان اکنون عملاً حداقل یک شبکه تلویزیونی را راه اندازی کرده‌است. صنعت تلویزیون اکنون در تمام جهان رشد داشته و موجب شده تا هر کشور فرهنگ و روابط اجتماعی خود را با یکدیگر تبادل کنند.

## دستگاه‌های تلویزیونی
در دوره تلویزیون‌های الکترود مکانیکی، دستگاه‌های تلویزیون ساخته شده با مجوز تجاری از سال ۱۹۲۸ تا ۱۹۳۴ در بریتانیا، آمریکا و روسیه به فروش رفتند. نخستین تلویزیون در سال ۱۹۲۸ به وسیله بِرد در بریتانیا و آمریکا به فروش رفت که در آن زمان تلویزیون‌ها، رادیویی حاوی یک لامپ نئون در پشت دیسک مکانیک با سوراخ‌های مارپیچی بود که تصاویری قرمز در اندازه کوچک تولید می‌کرد که به وسیله یک شیشه مغناطیسی این تصویر دو برابر می‌شد. تلویزیون بایرد بدون رادیو هم در دسترس بود. این مدل تلویزیون در سال‌های ۳۳–۱۹۳۰ به عنوان نخستین تلویزیون با تولید بالا، حدود یک هزار دستگاه فروش رفت. نخستین تلویزیون الکترونیکی با مجوز تجاری ساخته شده با لامپ‌های اشعه کاتود در سال ۱۹۳۴ توسط «تلفون کن» در آلمان ساخته شدند و سپس در سال‌های ۱۹۳۴ و ۱۹۳۸ به ترتیب توسط تلویزیون سازان انگلیسی و آمریکایی دنبال شدند. ارزان‌ترین تلویزیون پیش از جنگ جهانی دوم، تنها مدلی بود که در سال ۱۹۳۸ با صفحه ۸ سانتی‌متری به قیمت ۱۲۵ دلار آمریکا معادل یک هزار و ۷۳۲ در سال ۲۰۰۵ ساخته شد. ارزان‌ترین مدل با صفحه ۳۰ سانتی نیز به قیمت ۴۴۵ دلار (شش هزار و ۲۵۶ دلار در سال ۲۰۰۵) فروخته شد.
به‌طور تقریبی پیش از جنگ جهانی دوم ۱۹هزار تلویزیون الکترونیکی در بریتانیا و ۱۶۰۰ دستگاه در آلمان ساخته شد. حدود ۸–۷ هزار دستگاه الکترونیکی نیز پیش از ممنوعیت در تولید در آوریل ۱۹۴۲ در آمریکا تولید شد. (تولید مجدداً در اوت ۱۹۴۵ آغاز شد)
استفاده از تلویزیون در آمریکا پس از جنگ جهانی دوم به واسطه لغو ممنوعیت‌های تولید، پیشرفت‌های فنی مربوط به جنگ، توسعه شبکه‌های تلویزیونی مربوط به جنگ، کاهش قیمت دستگاه‌های تلویزیونی به واسطه رشد تولید، افزایش اوقات فراغت و افزایش درآمد خالص شاغلین رشد چشمگیری یافت. در حالیکه تنها ۵/۰ درصد از خانواده‌ها در آمریکا در سال ۱۹۴۶ تلویزیون داشتند، این تعداد در سال ۱۹۵۴ به ۷/۵۵ درصد و در سال ۱۹۶۲ به ۹۰درصد رسید. در بریتانیا نیز در سال ۱۹۴۷ تنها ۱۵ هزار خانواده تلویزیون داشتند؛ که این تعداد در سال ۱۹۵۲ به یک میلیون و ۴۰۰ هزار و در سال ۱۹۶۸ به ۱۵ میلیون و ۱۰۰ هزار خانواده رسید. برای چندین سال، کشورهای مختلف از استانداردهای فنی متفاوت بهره می‌جستند. فرانسه نسخت استاندارد ۴۴۱ خطی آلمان را اتخاذ کرد؛ اما بعدها آن را به ۸۱۹ خط افزایش داد که بدین ترتیب بهترین تعریف را از یک سیستم تلویزیونی و تقریباً سیستمی با دو برابر نور دهی سیستم ۴۰۵ خطی بریتانیا ارائه کرد. با این وجود این اقدام بدون هزینه نبود؛ چرا که دوربین‌ها باید میزان پیکسل را چهار برابر تولید کند و بنابراین پهنای باند را چهار برابر کند و در نتیجه حساسیت آن به همان میزان کاهش می‌یابد. فرانسه نیز همانند سیستم CCIR اروپا به سیستمی با ۶۲۵ خط روی آورد.
در نهایت کل اروپا به استاندارد سیستم PAL با ۶۲۵ خط متصل شدند که دنباله نمونه آلمان بود. در همین اثنا در آمریکایی شمالی NTSC با ۵۲۵ خط از سال ۱۹۴۱ ثابت ماند.